# کابورو

کابورو شهری در شهرستان فارا در استان باله در بورکینافاسوی جنوبی است و جمعیت آن ۲۶۷۴ نفر است.